# Clupeonella
Clupeonella és un gènere de peixos pertanyent a la família dels clupeids.

## Descripció
- Fan 14,5 cm de llargària màxima (normalment, entre 6 i 10).
- Cos platejat, allargat i una mica comprimit.
- Mandíbula inferior sortint.
- El dors és de color blau o verd i els flancs argentats.[2]

## Reproducció
Té lloc a principis de l'estiu al mar d'Azov i en els trams inferiors dels rius (com ara, el Dnièper i el Dnièster).

## Alimentació
Mengen zooplàncton (principalment copèpodes) però també cladòcers, rotífers, Mysida, larves de mol·luscs i peixets.

## Distribució
Es troba a les aigües salabroses del nord-oest de la mar Negra i, també, el mar d'Azov i la mar Càspia (la subespècie Clupeonella cultriventris caspia), incloent-hi la majoria dels afluents de la regió fins a 60 km aigües amunt.

## Taxonomia
- Clupeonella abrau (Maliatski, 1930)[3]
  - Clupeonella abrau abrau (Malyatskii, 1930)
  - Clupeonella abrau muhlisi (Neu, 1934)[4][5]
- Clupeonella cultriventris (Nordmann, 1840)[6]
  - Clupeonella cultriventris cultriventris (Nordmann, 1840)
  - Clupeonella cultriventris caspia (Svetovidov, 1941)
- Clupeonella engrauliformis (Borodin, 1904)[7]
- Clupeonella grimmi (Kessler, 1877)[8][9][10][11][12][13][14]